# Церковь Рождества Христова (Киев)

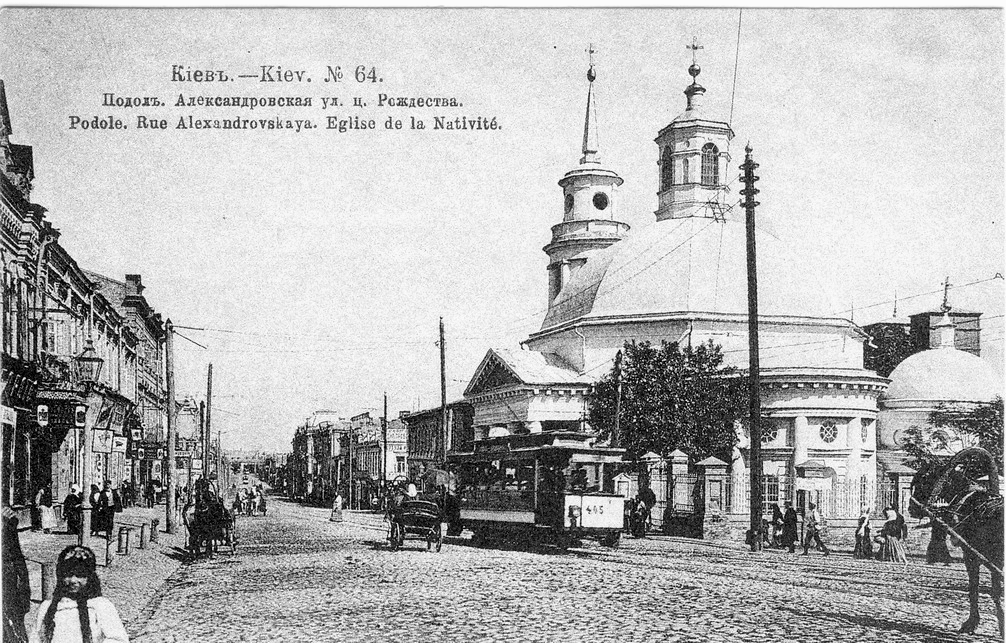
Разрушенный большевиками храм. Открытка начала XX века

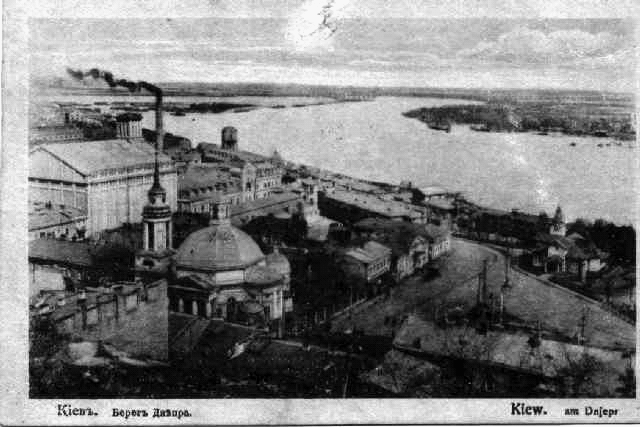
Общий вид Подола. Видна первоначальная планировка улиц. Фотография в газете начала XX века.

Це́рковь Рождества́ Христо́ва (укр. Церква Різдва Христового) — православный каменный храм, сооружённый в Киеве на Почтовой площади в 1809—1814 гг. по проекту архитектора А. И. Меленского. Церковь была разрушена по решению советских властей в 1935 году и восстановлена в первозданном виде в 2003 году.

## История
Впервые в письменных источниках одноимённая деревянная церковь упоминается в 1520 году.

### Первая каменная церковь
Новое здание каменной церкви Рождества Христова было сооружено на месте старой деревянной церкви, которую разобрали в 1807 году. Проект новой каменной церкви был разработан архитектором А. И. Меленским в 1808 году. Строительство каменного храма началось в 1809 году и закончилось в 1814 году.
Старая деревянная церковь была сориентирована достаточно точно апсидой на восток. Новая каменная церковь была ориентирована уже вдоль направления улицы. Алтарь храма был ориентирован в юго-восточном направлении. Храм стоял на углу главной улицы Подола, которая являлась началом дороги с Подола до Лавры.
Храм располагался выше этой улицы и на неё выходил его восточный фасад — таким образом церковь была обращена к улице четырёхколонным портиком на высоком стилобате со ступеньками. Обращённый же к горе портик восточного фасада был погружён в грунт ниже уровня пола самой церкви.
После страшного подольского пожара 1811 года, все улицы Подола были перепланированы по проекту Гесте. Новая главная улица Подола, по этому проекту (часть бывшей Александровской, а теперь — улица Сагайдачного), протянулась вдоль западной стороны церкви. Таким образом задний фасад превратился в основной, а бывший главным фасад (с высоким портиком на стилобате) оказался скрытым в середине застройки квартала. Новая улица расположилась таким образом, что западный портик, колонны которого очутились утопленными в землю, выдвинулся за её красную линию. Получилось, что колонны очутились на нешироком тротуаре. Прокладка Владимирского спуска привела к ещё большему увеличению уровня улицы по сравнению с храмом.
Здание храма, выполненное по проекту архитектора Меленского, в плане составляло восьмигранник, к которому с восточной стороны прилегала полукруглая апсида, а с западной стороны — прямоугольная колокольня. На южной и северной сторонах расположили четырёхколонные портики ионического ордера на высоком стилобате. Главный объём храма перекрывался восьмиугольным перекрытием, а апсида — конхой. В центре апсида имела восьмиугольный объём, над которым разместили небольшой четырёхугольный купол с окнами.
Колокольня храма состояла из двух ярусов. Второй ярус представлял собой ротонду из восьми колон ионического ордера, попарно соединённых простенками. Звонница завершалась полусферическим куполом с высоким шпилем.
В 1840 году к церкви был пристроен притвор Сергия Радонежского.
6 и 7 мая 1861 года в церкви Рождества Христова состоялось прощание киевлян с прахом Т. Г. Шевченко, который перевозили из Санкт-Петербурга в Канев. Перед большим скоплением людей архиепископ Пётр Гаврилович Лебединцев вместе с настоятелем храма Ж. Желтоножским отслужили молебен. После этого события киевляне прозвали церковь «Шевченковой». Петр Лебединцев оставил следующее воспоминание: «К 4 часам, когда была назначена панихида и вынос из церкви к пароходу, стоявшего у цепного моста, не только церковь, но и двор оказались битком набиты. По Александровской улице, по шоссе, по горах Андреевской и Михайловской, и на горе у Царского сада стояло народа не меньше, чем бывает 15 июля, во время Владимирского крестного хода».
В 1936 году церковь была разрушена по решению советских властей.

### Восстановление храма
В 2002—2003 гг. храм был восстановлен практически в первоначальном виде.
Наличие достаточного количества фотографий и некоторых дошедших до нашего времени эскизов Меленского дало возможность достаточно точно повторить черты разрушенного храма. Современная планировка улиц Подола дала возможность открыть главный фасад церкви, который расположен лицом к Днепру и боком к почтовой площади. Проект восстановленной церкви Рождества Христова на Подоле был выполнен Управлением охраны архитектурных памятников и исторических мест Киева.
Восстановление церкви было начато в 2002 году корпорацией «Укрреставрация». Общая площадь строения — 195,5 кв. м, высота до креста — 24,73 м. Проект восстановленного храма разработал архитектор Юрий Лосицкий. Восстановленный храм построили на том же месте и в том же виде, в котором он существовал на момент разрушения.
Восстановленный храм, практически соответствовал виду запечатлённому в фотодокументах. Исключением стала замена ордера ионического портика на дорический и упрощение многих элементов декора.
19 января 2004 года состоялось торжественное открытие восстановленной Церкви Рождества Христова.

## Галерея

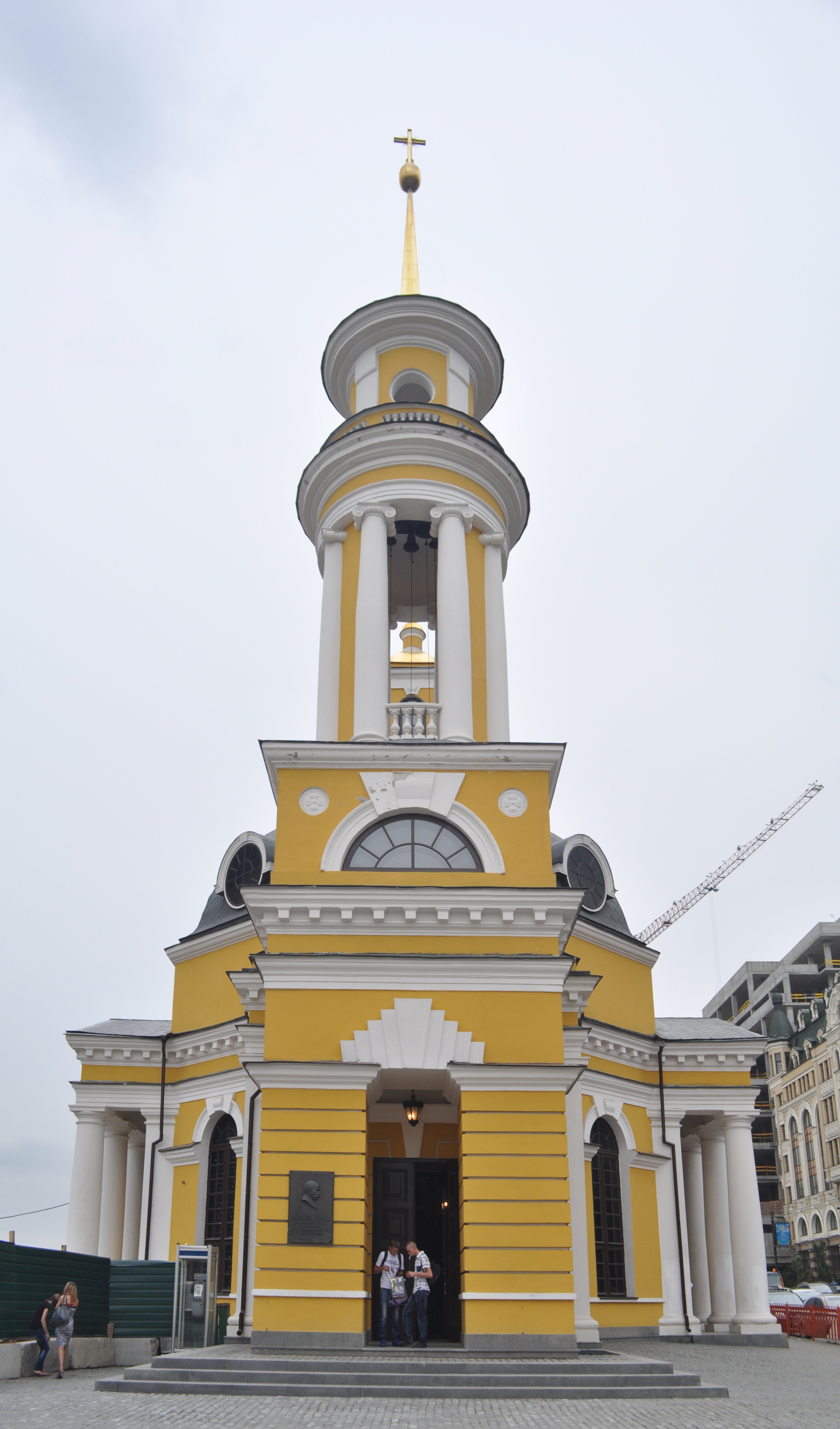
Вид на колокольню
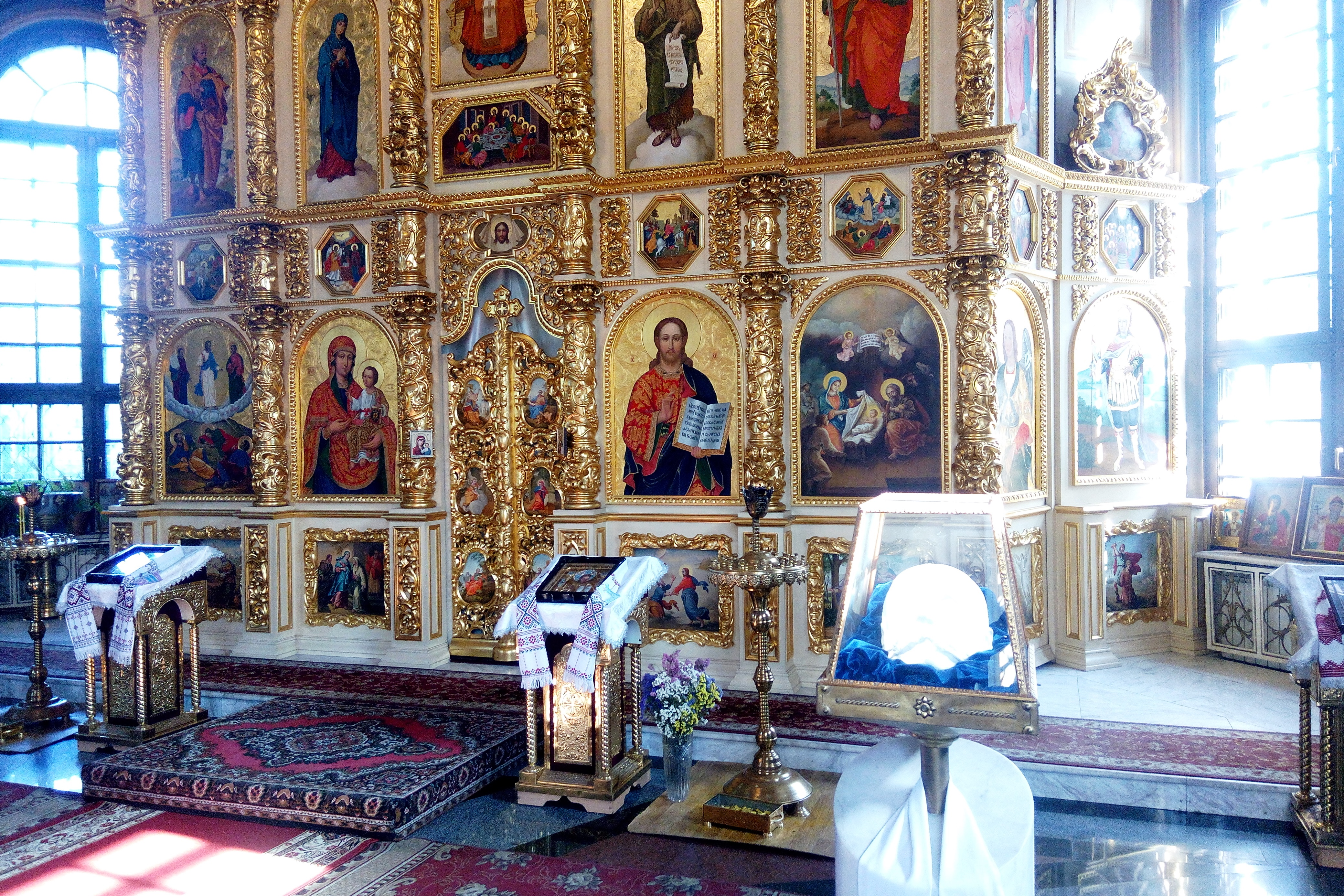
Иконостас
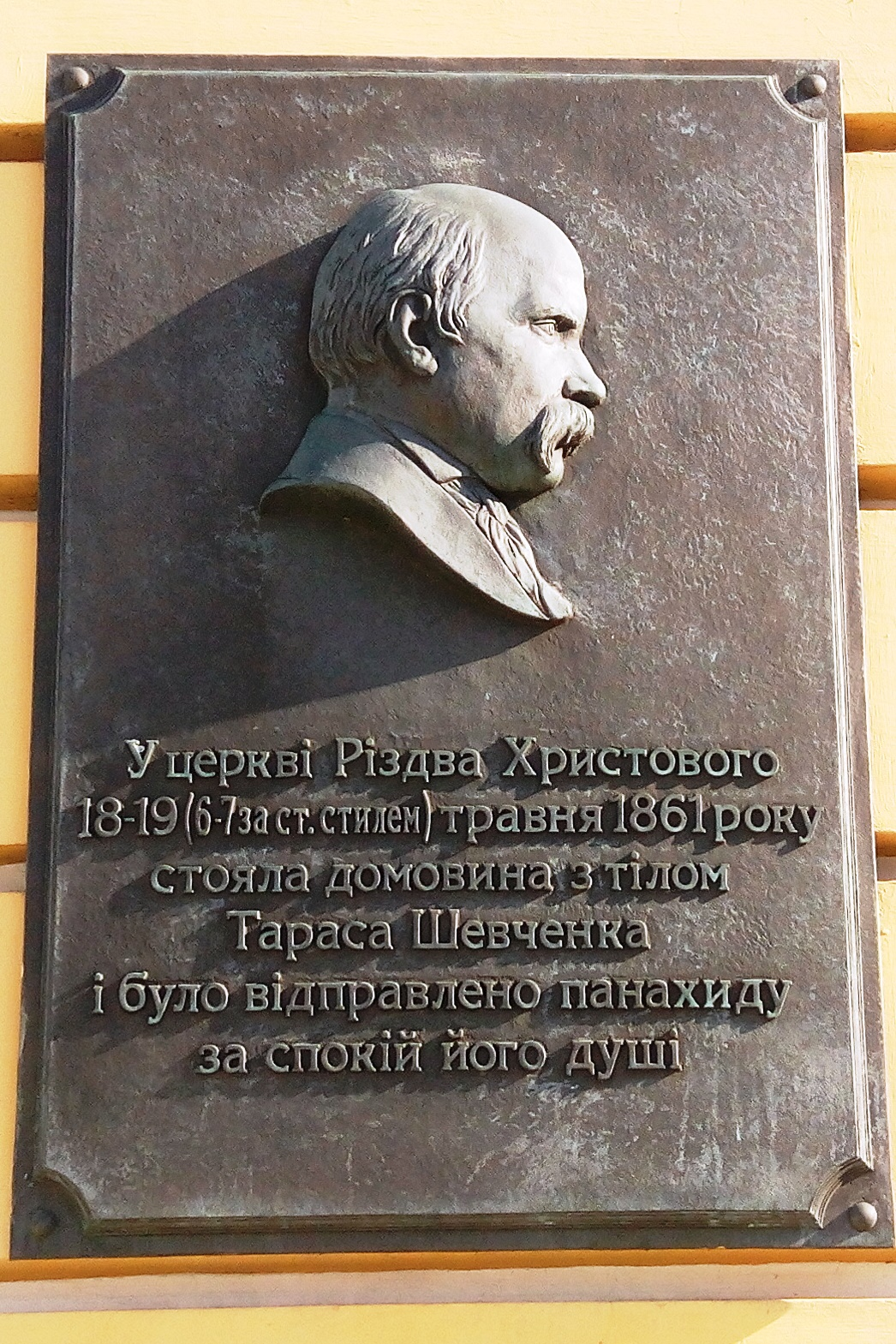
Памятная доска Т. Шевченко

## Адрес
- г. Киев, ул. П. Сагайдачного, 2.